# 9e armée (Royaume-Uni)
Pour les articles homonymes, voir 9e armée.
La neuvième armée est une unité de l'armée britannique de la Seconde Guerre mondiale, formée le 1er novembre 1941 à la suite du changement de nom du quartier général des troupes britanniques en Palestine et en Transjordanie. La neuvième armée contrôlait les forces terrestres britanniques et du Commonwealth stationnées dans l'est de la Méditerranée.
L'une des formations ayant servi sous le quartier général des troupes britanniques de Palestine et de Transjordanie et de la neuvième armée était la 1re division de cavalerie, qui deviendra plus tard la 10e division blindée le 1er août 1941. Parmi les autres formations sous les troupes britanniques de Palestine et de Transjordanie se trouvaient la 7e division d'infanterie, la 8e division d'infanterie (1939-1940), le quartier général de Jérusalem (3 septembre 1939 - 31 octobre 1941), le quartier général de Lydda (3 septembre 1939 - 31 octobre 1941) et le quartier général des troupes britanniques de Chypre (15 janvier 1940 - 31 décembre 1941).

## Commandants
- Général Henry Maitland Wilson (octobre 1941 - septembre 1942)[3]
- Lieutenant-général William George Holmes (septembre 1942 - février 1945)